# سيسيل س. روسو
سيسيل س. روسو (بالإنجليزية: Cecil C. Rousseau)‏ هو رياضياتي أمريكي، ولد في 13 يناير 1938.